# Valle del Lys

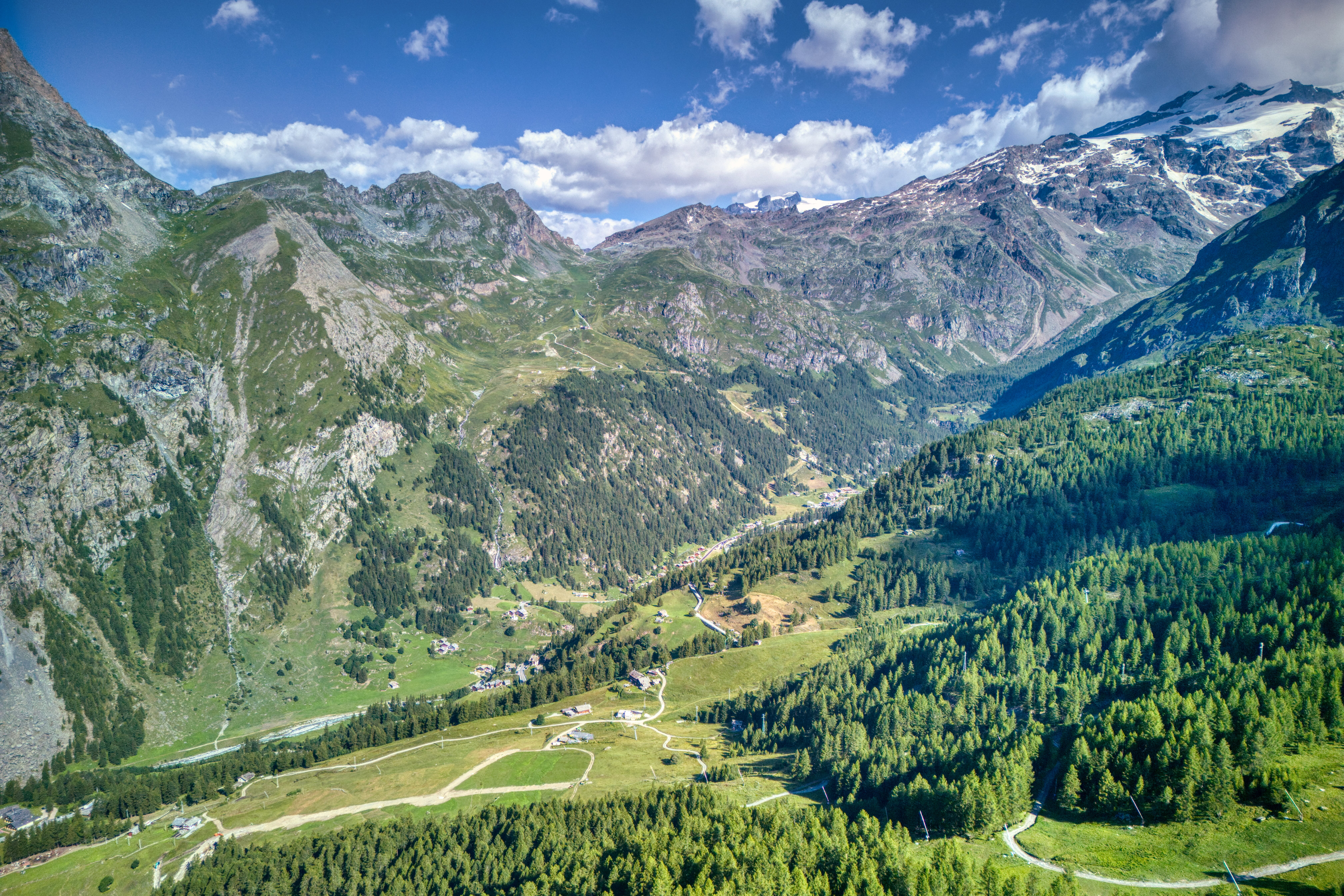
L'alta valle del Lys

La Valle del Lys, detta anche Valle di Gressoney (Vallée du Lys in francese; Lystal in tedesco; in walser, Walleschu in titsch e Walludu in töitschu), è una valle laterale della Valle d'Aosta caratterizzata dalla presenza di una forte tradizione walser.

## Toponimo
Il nome della valle deriva dal torrente che la solca, il Lys. In latino, il Lys era chiamato Hellex. Il toponimo valle del Lys era quindi vallis Hellesii, da cui deriva il toponimo francese Vallaise (pron. fr. AFI: [valɛz]), che designava quindi originariamente la valle, per essere successivamente utilizzato dalla famiglia de Vallaise, che aveva il suo capoluogo a Perloz, oltre a possedimenti negli attuali comuni di Fontainemore e di Lillianes. Ancora oggi, il termine Vallaise è talvolta utilizzato in ambito storiografico, localmente e in maniera non ufficiale, per riferirsi alla valle, oltre che alla famiglia.

## Geografia

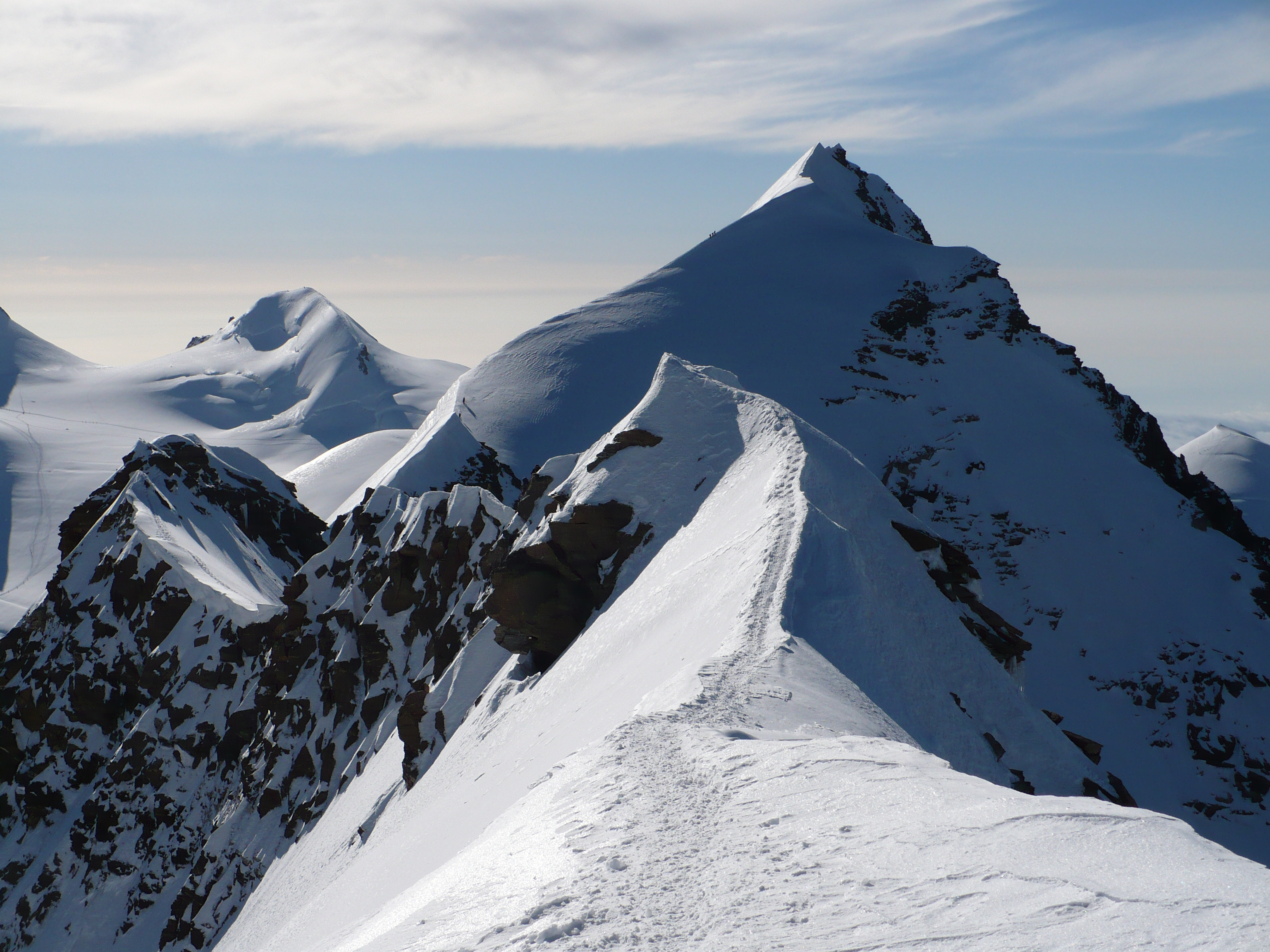
Lyskamm Orientale

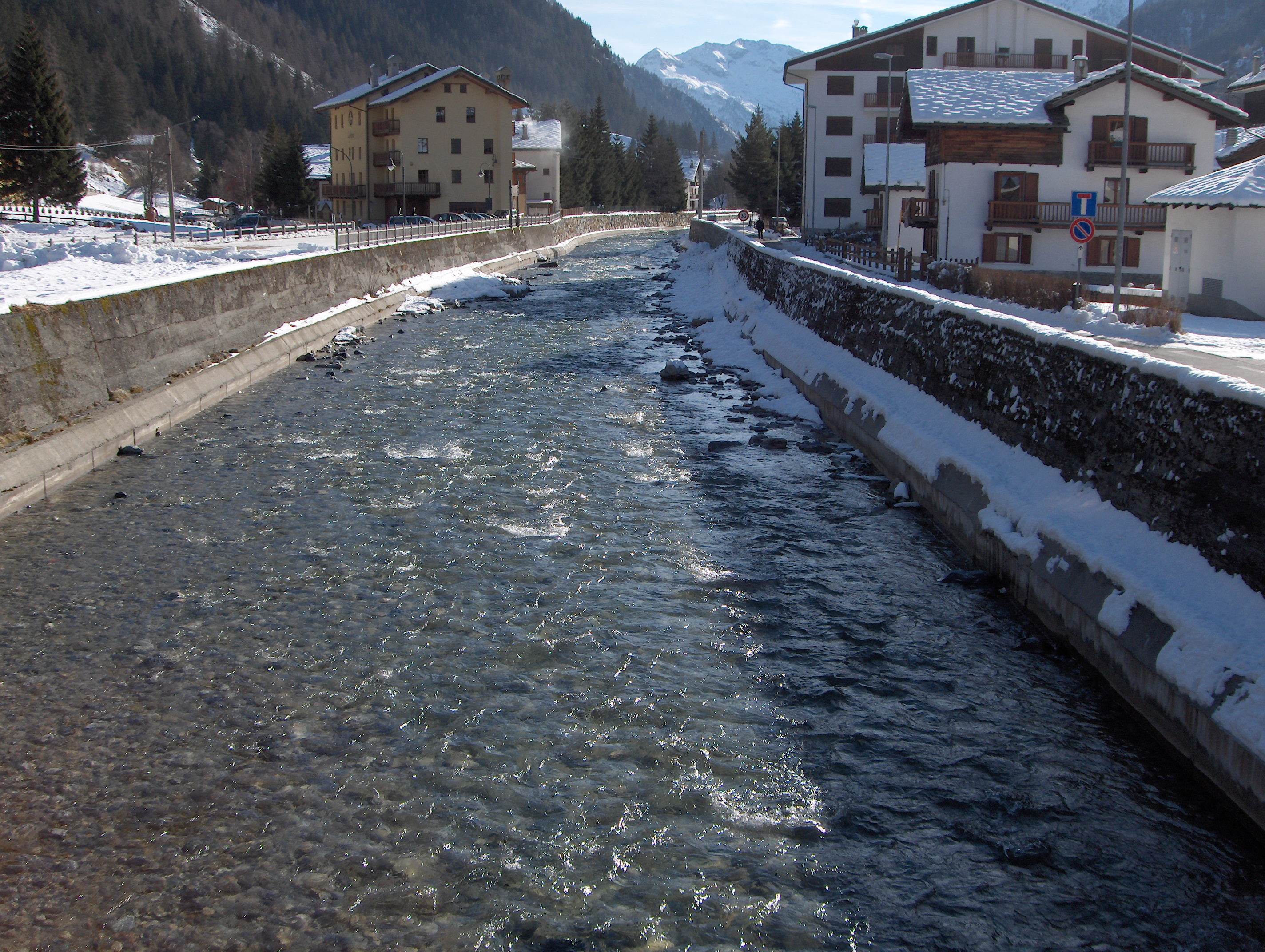
Il torrente Lys a Gressoney-Saint-Jean.

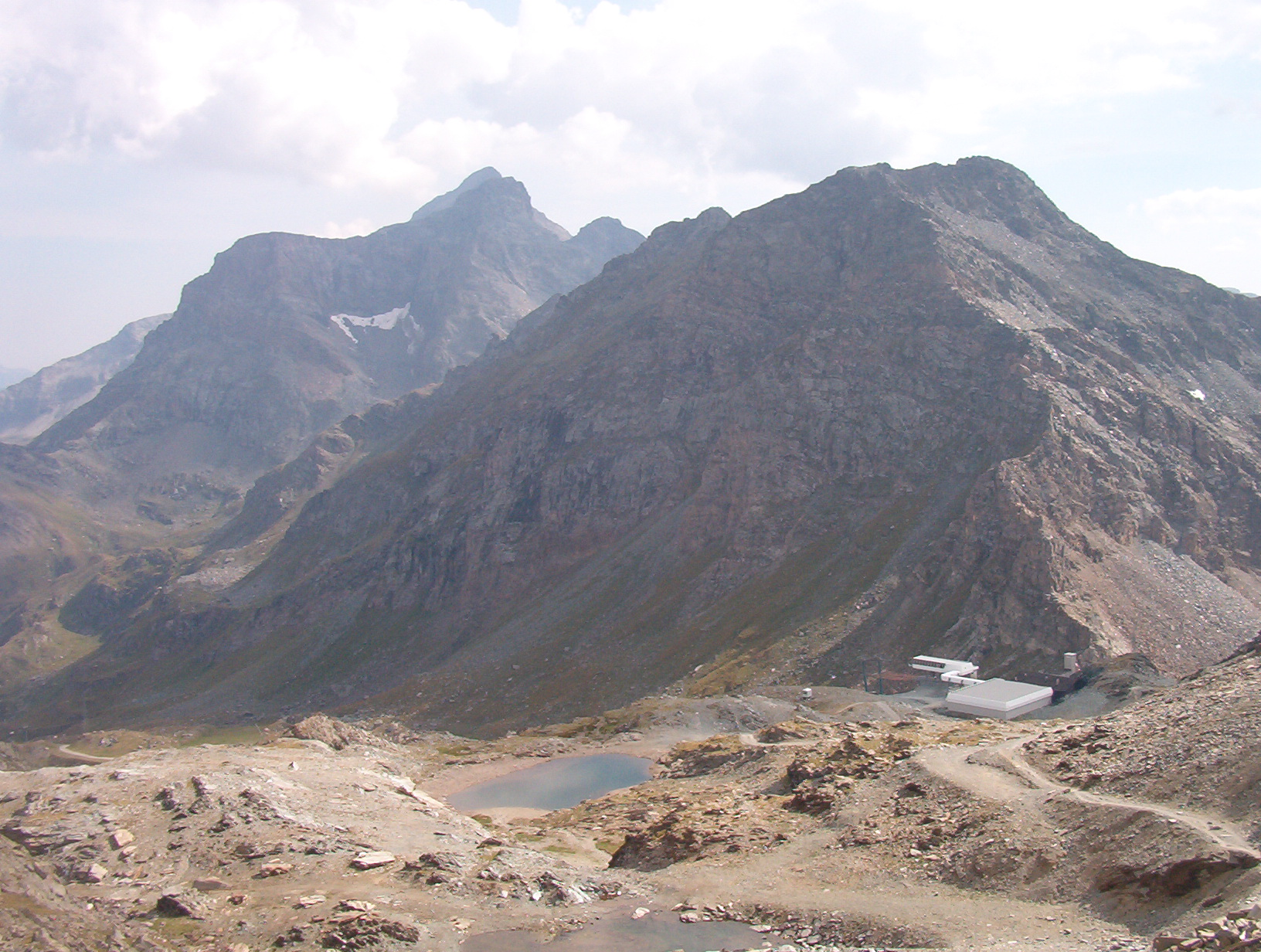
Colle Bettaforca

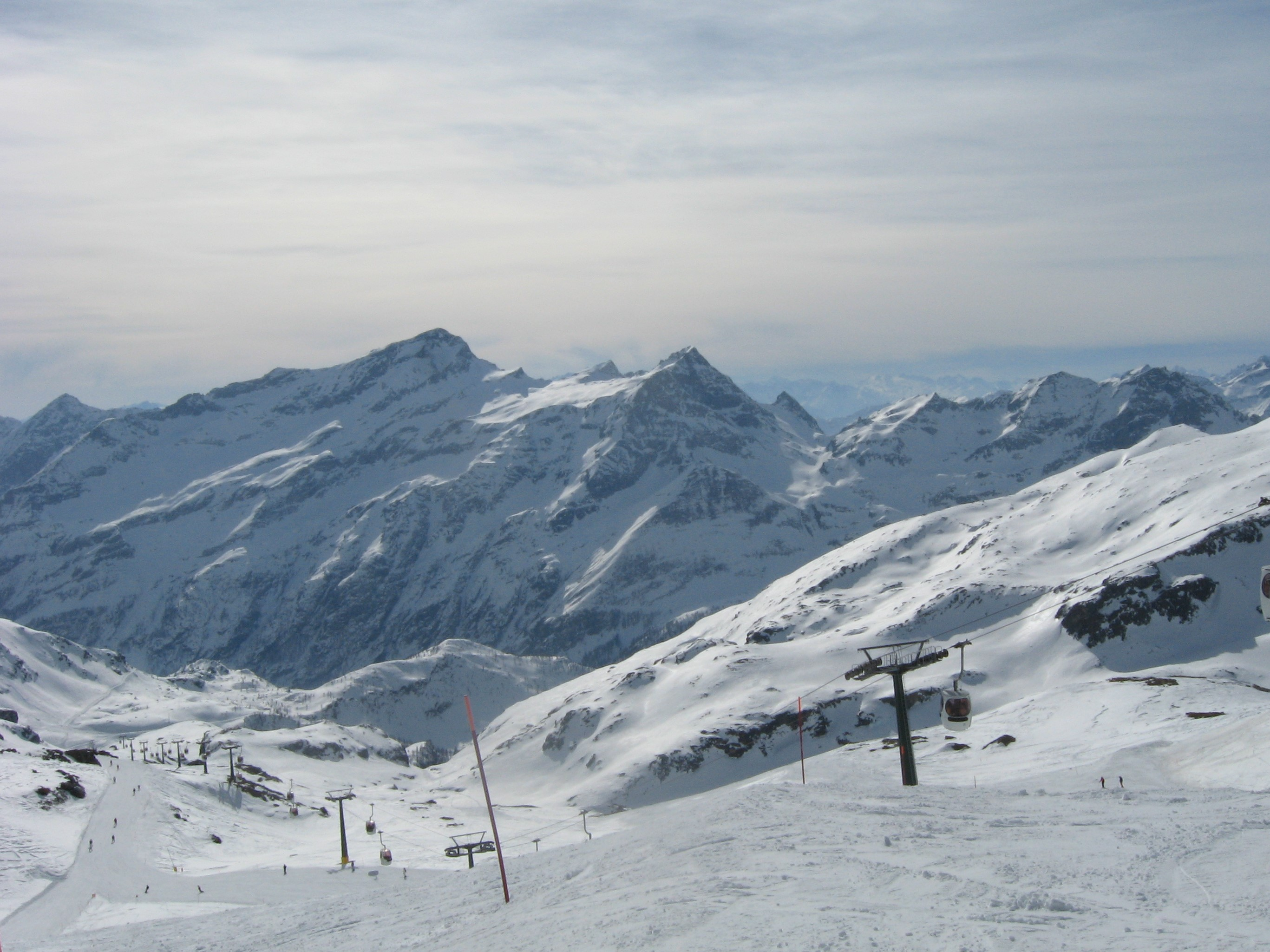
Passo dei Salati

Ultima valle della Valle d'Aosta sulla sinistra orografica della Dora Baltea, confina a nord col Vallese, ad ovest con la val d'Ayas, a sud-est con la valle della Dora Baltea, a sud e ad est con le province di Biella e di Vercelli ed è solcata dal torrente Lys, che sgorga dal ghiacciaio omonimo.

### Orografia
Nell'alta valle lungo la linea di confine con la Svizzera si incontrano alcune delle vette più alte del massiccio del Monte Rosa:
- Castore 4.221 m,
- Lyskamm Occidentale 4.481 m,
- Lyskamm Orientale 4.527 m,
- Ludwigshöhe 4.342 m.

Inoltre si trovano:
- Testa Grigia - 3.315 m - lungo lo spartiacque con la val d'Ayas,
- Monte Rothorn - 3.152 m - lungo lo spartiacque con la val d'Ayas,
- Mont Néry - 3.075 m - lungo lo spartiacque con la val d'Ayas,
- Corno Nero 4.322 m - lungo lo spartiacque con la Valsesia,
- Balmenhorn 4.167 m - si erge a fianco del Corno Nero,
- Piramide Vincent 4.215 m - lungo lo spartiacque con la Valsesia,
- Punta Tre Vescovi - 2.503 m - alla convergenza con la Valsesia e la valle del Cervo,
- Monte Mars - 2.600 m - lungo lo spartiacque con la valle dell'Elvo.

### Valichi alpini
La valle non ha facili valichi alpini di collegamento con il Vallese e con le valli laterali. Si possono tuttavia ricordare i seguenti colli:
- verso la Mattertal:
  - Colle del Lys - 4.248 m;
- verso la Val d'Ayas:
  - Colle San Pantaleone - 1.627 m.
  - Colle Pinter - 2.776 m,
  - Colle Bettaforca - 2.676 m,
  - Col Chasten (o Col Boquiet; in töitschu, Tschasten Vurku) - 2.549 m,
  - Col Dondeuil (o col de Munes; in töitschu, Mühnu Vurku) - 2.338 m,
  - Col Ranzola (o Arescoll, in titsch) - 2.170 m;
- verso la Valsesia:
  - Colle Vincent (Vincentcoll in titsch) - 4.088 m,
  - Passo dei Salati - 2.936 m,
  - Col d'Olen - 2.881 m,
  - Colle di Valdobbia - 2.480 m,
  - Colle del Loo - 2.452 m;
- verso la Valle Cervo e il Biellese:
  - Colle della Mologna Grande - 2.364 m,
  - Colle della Mologna Piccola - 2.208 m,
  - Colle della Vecchia - 2.185 m,
  - Colle della Gragliasca - 2.208 m,
  - Colle della Barma - 2.261 m.

## Geografia antropica

### Unités de communes

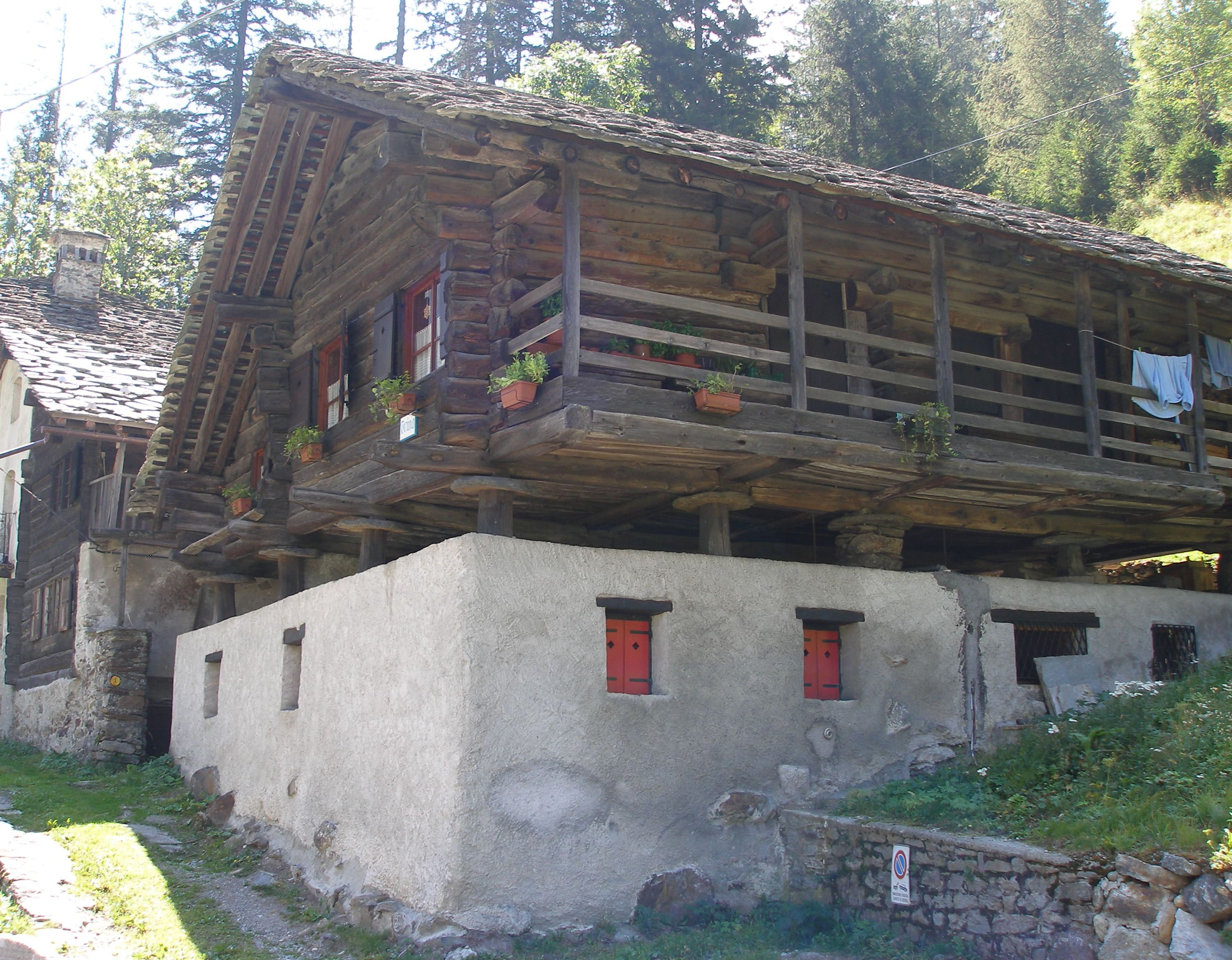
Tipica casa walser in alta valle del Lys.

La valle appartiene a due distinte Unités de communes. L'alta valle, per la sua forte presenza walser è radunata attorno all'Unité des Communes valdôtaines Walser; la bassa valle fa parte dell'Unité des Communes valdôtaines Mont-Rose.

### Centri abitati
Salendo la valle, a partire da Pont-Saint-Martin, si incontrano nell'ordine i seguenti comuni:
- Perloz
- Lillianes
- Fontainemore
- Issime
- Gaby
- Gressoney-Saint-Jean
- Gressoney-La-Trinité

I primi tre comuni fanno parte dell'Unité des Communes valdôtaines Mont-Rose; gli altri quattro formano l'Unité des Communes valdôtaines Walser.

## Turismo

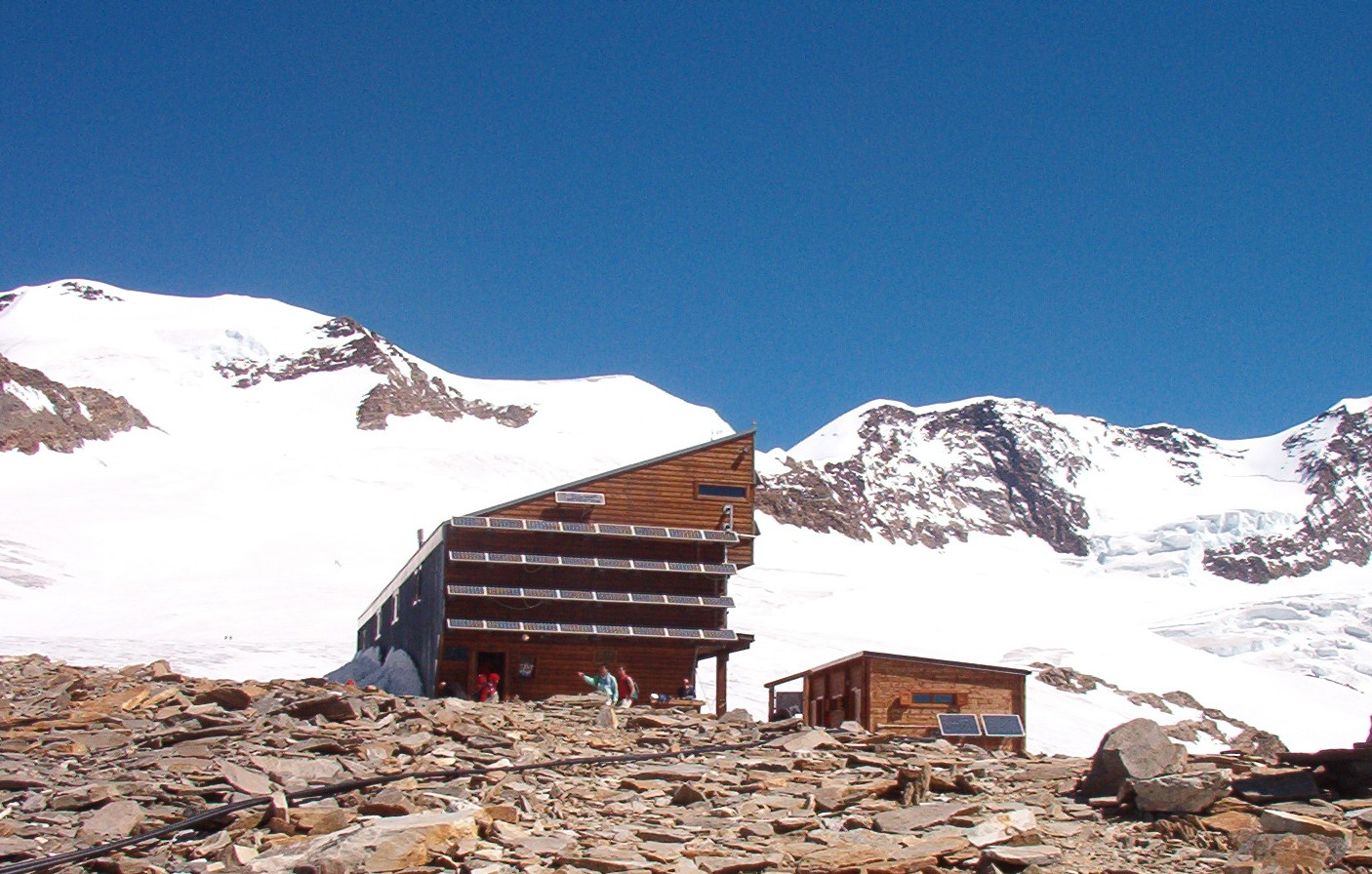
Il Rifugio Quintino Sella al Felik.

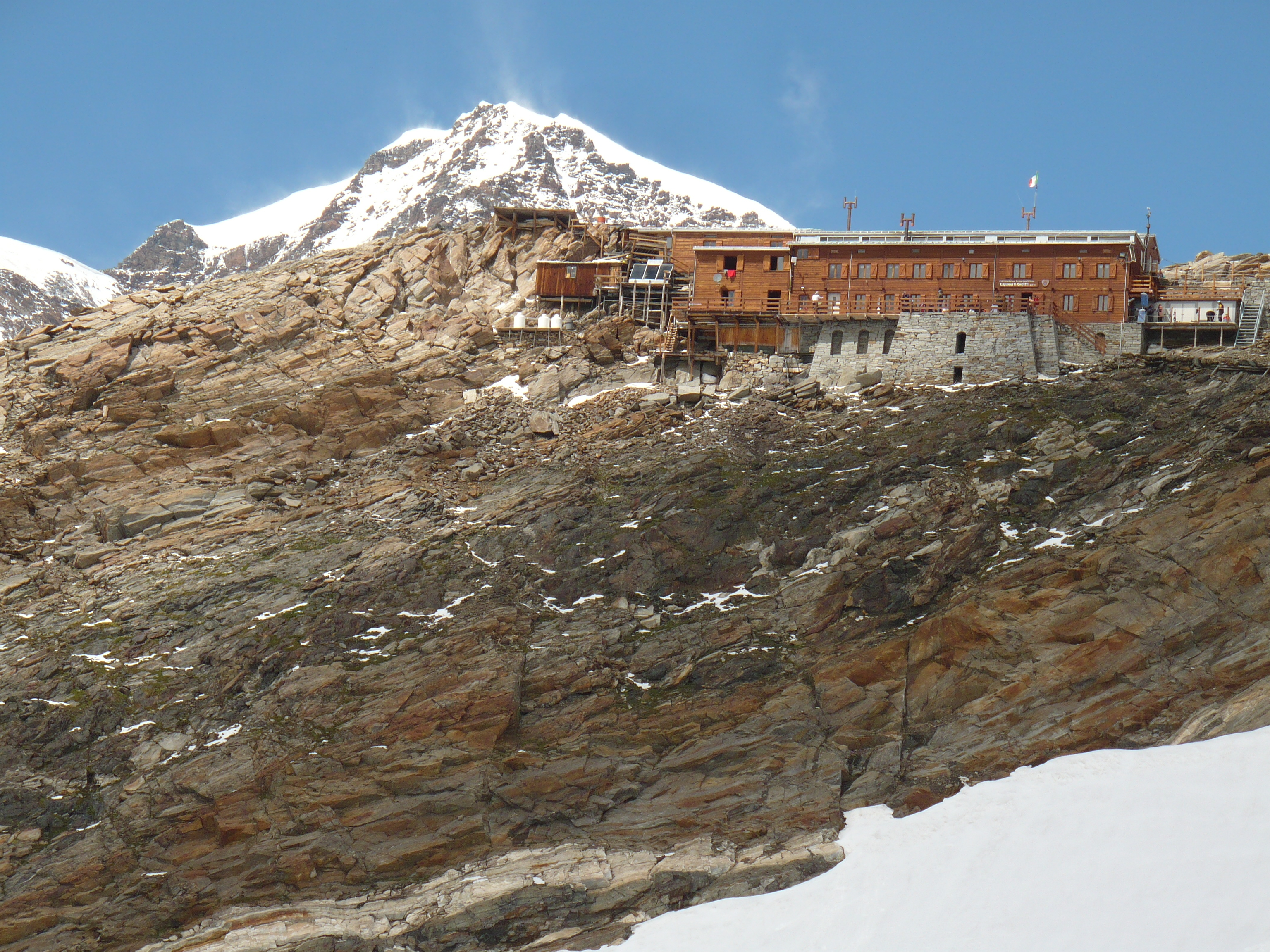
Capanna Giovanni Gnifetti

La valle ha una grande vocazione turistica. Per quanto riguarda il turismo invernale l'alta valle è inserita nel grande comprensorio sciistico Monterosa Ski. Per facilitare l'ascesa alle vette della valle e l'escursionismo di alta montagna la valle è dotata di alcuni rifugi alpini e bivacchi:
- Capanna Giovanni Gnifetti - 3.647 m,
- Rifugio città di Mantova - 3.498 m,
- Rifugio Quintino Sella al Felik - 3.585 m,
- Rifugio città di Vigevano - 2.864 m,
- Rifugio del Gabiet - 2.375 m,
- Rifugio del Lys - 2.358 m,
- Rifugio Delfo e Agostino Coda - 2.280 m,
- Rifugio Alpenzù - 1.779 m,
- Bivacco Felice Giordano - 4.167 m,
- Bivacco Ulrich Lateltin - 3.120 m,
- Bivacco Crabun - 2.650 m,
- Bivacco Carlo Gastaldi - 2.630 m,
- Rifugio Barma - 2.062 m.

La valle è attraversata dall'Alta via della Valle d'Aosta n. 1 e dal Tour del Monte Rosa.